# Douglas Costa
Douglas Costa de Souza, né le 14 septembre 1990 est un footballeur international brésilien jouant au poste d'ailier gauche et droit au Sydney FC.

## Biographie

### EC Novo Hamburgo (2001-2002)
Costa est un joueur brésilien, possédant des origines brésiliennes et amérindiennes.
Douglas Costa commence le football dans le club de EC Novo Hamburgo en 2001.

### Grêmio (2002-2010)
Il est rapidement, recruté en 2002 pour jouer chez les jeunes de Grêmio jusqu'en 2008.
Il participe à son premier match en Série A contre Botafogo FR (2-1) le 4 octobre 2008 en étant titulaire, lors de ce match il inscrit même un but à la 32e minute, son seul but jusqu'à maintenant sous les couleurs de Grêmio.
Pour sa première saison professionnelle, il inscrit un but en sept apparitions.

### Chakhtar Donetsk (2010-2015)
Le 7 janvier 2010, il signe un contrat de cinq ans dans le club ukrainien du Chakhtar Donetsk pour 6 M€ pour détenir 80 % du joueur, rejoignant ainsi 7 de ses compatriotes brésiliens : Fernandinho, Jádson, Ilsinho, Luiz Adriano, Willian, Leonardo et Alex Teixeira.

### Bayern Munich (2015-2017)
Le 1er juillet 2015, il s'engage pour cinq ans avec le Bayern Munich contre environ 30 millions d'euros. Il reçoit le numéro 11, laissé vacant à la suite du départ de Xherdan Shaqiri. La blessure longue durée de l'emblématique Franck Ribéry contraint Pep Guardiola à titulariser d'emblée le Brésilien, sans lui laisser le temps de s'acclimater. Surprenant son monde, Douglas Costa se montre rapidement décisif, jouant comme s'il était au club depuis des années, et s'attire les éloges de tous,.

### Juventus de Turin (2017-2020)
Costa est officiellement prêté pour un an à la Juventus le 12 juillet 2017. Le coût du prêt est de cinq millions d'euros assorti d'une option d'achat à quarante millions.
Le 25 novembre 2017, la Juventus lève l'option d'achat du joueur. En mai 2018, il marque un but en finale de la Coupe d'Italie pour un succès 4-0 contre l'AC Milan.
Le 7 juin 2018, Costa rejoint officiellement la Juventus où il signe un contrat de quatre ans.

### Retour en prêt au Bayern Munich
Le 5 octobre 2020, due à ses nombreuses blessures, la Juventus le prête pour une saison au Bayern Munich sans option d'achat.

### En équipe nationale
En 2009, il est convoqué pour disputer la Coupe sud-américaine des moins de 20 ans où il remporte le tournoi où il inscrit 3 buts en 8 matchs.
La même année, Douglas Costa participe à la Coupe du monde des moins de 20 ans en Égypte, il y dispute 4 matchs pour inscrire un but contre l'Australie. Mais il échoue avec son équipe en finale aux tirs au but contre le Ghana où il entre en jeu à la 64e minute, cependant il réussit son penalty lors de la séance de tirs au but.
Les belles performances de Douglas Costa sous le maillot du Bayern Munich poussent Dunga a le sélectionner plus régulièrement. Le niveau de jeu de l'ailier ne faiblit pas sous le maillot de la Seleção, pour le plus grand bonheur de son sélectionneur, qui tient en Costa une alternative crédible à Willian et Neymar.
En mai 2018, fort de sa saison turinoise convaincante, Costa est convoqué par Tite pour la Coupe du monde qui se joue en Russie. Remplaçant, il se démarque néanmoins en phase de poule contre le Costa Rica en délivrant une passe décisive à Neymar qui scelle une victoire 2-0,.

## Statistiques
| Saison                | Club                  | Championnat           | Championnat | Championnat | Championnat | Coupe(s) nationale(s) | Coupe(s) nationale(s) | Coupe(s) nationale(s) | Supercoupe | Supercoupe | Supercoupe | Compétition(s) continentale(s) | Compétition(s) continentale(s) | Compétition(s) continentale(s) | Compétition(s) continentale(s) | Autres compétitions | Autres compétitions | Autres compétitions | Brésil | Brésil | Brésil | Total | Total | Total |
| Saison                | Club                  | Division              | M.          | B.          | P.d.        | M.                    | B.                    | P.d.                  | M.         | B.         | P.d.       | Comp.                          | M.                             | B.                             | P.d.                           | M.                  | B.                  | P.d.                | M.     | B.     | P.d.   | M.    | B.    | P.d.  |
| 2008                  | Grêmio                | Série A               | 6           | 1           | 2           | 0                     | 0                     | 0                     | -          | -          | -          | -                              | -                              | -                              | -                              | -                   | -                   | -                   | -      | -      | -      | 6     | 1     | 2     |
| 2009                  | Grêmio                | Série A               | 22          | 1           | 4           | 0                     | 0                     | 0                     | -          | -          | -          | CL                             | 2                              | 0                              | 0                              | 7                   | 0                   | 0                   | -      | -      | -      | 31    | 1     | 4     |
| Sous-total            | Sous-total            | Sous-total            | 28          | 2           | 6           | 0                     | 0                     | 0                     | -          | -          | -          | -                              | 2                              | 0                              | 0                              | 7                   | 0                   | 0                   | -      | -      | -      | 37    | 2     | 6     |
| 2009-2010             | Chakhtar Donetsk      | Premier-Liha          | 13          | 5           | 1           | -                     | -                     | -                     | -          | -          | -          | C3                             | 2                              | 0                              | 1                              | -                   | -                   | -                   | -      | -      | -      | 15    | 5     | 2     |
| 2010-2011             | Chakhtar Donetsk      | Premier-Liha          | 27          | 5           | 7           | 4                     | 0                     | 0                     | 1          | 0          | 1          | C1                             | 10                             | 2                              | 3                              | -                   | -                   | -                   | -      | -      | -      | 42    | 7     | 11    |
| 2011-2012             | Chakhtar Donetsk      | Premier-Liga          | 27          | 6           | 3           | 4                     | 1                     | 0                     | 1          | 0          | 0          | C1                             | 5                              | 0                              | 0                              | -                   | -                   | -                   | -      | -      | -      | 37    | 7     | 3     |
| 2012-2013             | Chakhtar Donetsk      | Premier-Liga          | 27          | 5           | 2           | 3                     | 0                     | 1                     | 1          | 1          | 0          | C1                             | 5                              | 1                              | 1                              | -                   | -                   | -                   | -      | -      | -      | 36    | 7     | 4     |
| 2013-2014             | Chakhtar Donetsk      | Premier-Liga          | 27          | 4           | 12          | 3                     | 1                     | 1                     | 1          | 0          | 0          | C1+C3                          | 6+2                            | 2+0                            | 2+0                            | -                   | -                   | -                   | -      | -      | -      | 39    | 7     | 15    |
| 2014-2015             | Chakhtar Donetsk      | Premier-Liga          | 20          | 4           | 6           | 5                     | 0                     | 0                     | 0          | 0          | 0          | C1                             | 8                              | 1                              | 1                              | -                   | -                   | -                   | 9      | 1      | 0      | 42    | 6     | 7     |
| Sous-total            | Sous-total            | Sous-total            | 141         | 29          | 31          | 19                    | 2                     | 2                     | 4          | 1          | 1          | -                              | 38                             | 6                              | 8                              | -                   | -                   | -                   | 9      | 1      | 0      | 211   | 39    | 42    |
| 2015-2016             | Bayern Munich         | Bundesliga            | 27          | 4           | 9           | 4                     | 1                     | 0                     | 1          | 0          | 0          | C1                             | 11                             | 2                              | 3                              | -                   | -                   | -                   | 8      | 2      | 2      | 51    | 9     | 14    |
| 2016-2017             | Bayern Munich         | Bundesliga            | 23          | 4           | 3           | 2                     | 1                     | 0                     | 0          | 0          | 0          | C1                             | 9                              | 2                              | 3                              | -                   | -                   | -                   | 4      | 0      | 0      | 38    | 7     | 6     |
| 2020-2021             | Bayern Munich (prêt)  | Bundesliga            | 11          | 1           | 1           | 2                     | 0                     | 1                     | -          | -          | -          | C1                             | 6                              | 0                              | 2                              | 1                   | 0                   | 0                   | -      | -      | -      | 20    | 1     | 4     |
| Sous-total            | Sous-total            | Sous-total            | 61          | 9           | 13          | 7                     | 2                     | 1                     | 1          | 0          | 0          | -                              | 26                             | 4                              | 8                              | 1                   | 0                   | 0                   | 12     | 2      | 2      | 108   | 17    | 24    |
| 2017-2018             | Juventus FC (prêt)    | Serie A               | 31          | 4           | 12          | 5                     | 2                     | 0                     | 1          | 0          | 0          | C1                             | 10                             | 0                              | 1                              | -                   | -                   | -                   | 5      | 0      | 1      | 52    | 6     | 14    |
| 2018-2019             | Juventus FC           | Serie A               | 17          | 1           | 0           | 2                     | 0                     | 0                     | 1          | 0          | 0          | C1                             | 5                              | 0                              | 0                              | -                   | -                   | -                   | 5      | 0      | 1      | 30    | 1     | 1     |
| 2019-2020             | Juventus FC           | Serie A               | 23          | 1           | 4           | 4                     | 1                     | 1                     | 1          | 0          | 0          | C1                             | 1                              | 1                              | 0                              | -                   | -                   | -                   | -      | -      | -      | 29    | 3     | 5     |
| 2020-2021             | Juventus FC           | Serie A               | 1           | 0           | 0           | -                     | -                     | -                     | -          | -          | -          | C1                             | -                              | -                              | -                              | -                   | -                   | -                   | -      | -      | -      | 1     | 0     | 0     |
| Sous-total            | Sous-total            | Sous-total            | 73          | 6           | 16          | 11                    | 3                     | 1                     | 3          | 0          | 0          | -                              | 16                             | 5                              | 1                              | -                   | -                   | -                   | 10     | 2      | 2      | 113   | 16    | 20    |
| 2021                  | Grêmio (prêt)         | Série A               | 26          | 3           | 2           | 1                     | 0                     | 0                     | -          | -          | -          | CS                             | 1                              | 0                              | 0                              | -                   | -                   | -                   | -      | -      | -      | 28    | 3     | 2     |
| 2022                  | Galaxy de Los Angeles | MLS                   | 29          | 4           | 1           | -                     | -                     | -                     | -          | -          | -          | -                              | -                              | -                              | -                              | -                   | -                   | -                   | -      | -      | -      | 29    | 4     | 1     |
| 2023                  | Galaxy de Los Angeles | MLS                   | 19          | 3           | 7           | 1                     | 1                     | 0                     | -          | -          | -          | LC                             | 2                              | 0                              | 0                              | -                   | -                   | -                   | -      | -      | -      | 22    | 4     | 7     |
| Sous-total            | Sous-total            | Sous-total            | 48          | 7           | 8           | 1                     | 1                     | 0                     | -          | -          | -          | -                              | 2                              | 0                              | 0                              | -                   | -                   | -                   | -      | -      | -      | 51    | 8     | 8     |
| 2024                  | Fluminense FC         | Série A               | 18          | 0           | 0           | -                     | -                     | -                     | -          | -          | -          | RS                             | 1                              | 0                              | 0                              | 3                   | 0                   | 0                   | -      | -      | -      | 22    | 0     | 0     |
| Sous-total            | Sous-total            | Sous-total            | 18          | 0           | 0           | -                     | -                     | -                     | -          | -          | -          | -                              | 1                              | 0                              | 0                              | 3                   | 0                   | 0                   | -      | -      | -      | 22    | 0     | 0     |
| 2024-2025             | Sydney FC             | A-League              | 12          | 3           | 4           | 0                     | 0                     | 0                     | -          | -          | -          | ACL2                           | 9                              | 2                              | 3                              | -                   | -                   | -                   | -      | -      | -      | 21    | 5     | 7     |
| Total sur la carrière | Total sur la carrière | Total sur la carrière | 374         | 56          | 76          | 40                    | 8                     | 4                     | 8          | 1          | 1          | -                              | 86                             | 11                             | 17                             | 11                  | 0                   | 0                   | 31     | 3      | 4      | 550   | 79    | 102   |

## Palmarès

### En club
|  |  | Chakhtar Donetsk - Championnat d'Ukraine (5) : - Champion : 2010, 2011, 2012, 2013 et 2014 - Coupe d'Ukraine (3) : - Vainqueur : 2011, 2012 et 2013 - Supercoupe d'Ukraine (4) : - Vainqueur : 2010, 2012, 2013 et 2014 |  | Bayern Munich - Bundesliga (3) - Champion : 2016, 2017 et 2021 - Coupe d'Allemagne (1) - Vainqueur : 2016 - Coupe du monde des clubs de la FIFA (1) - Vainqueur: 2020 |  | Juventus FC - Serie A (3) - Champion : 2018, 2019 et 2020 - Coupe d'Italie (1) - Vainqueur : 2018 - Finaliste : 2020 - Supercoupe d'Italie (1) - Vainqueur : 2018 - Finaliste : 2019 |

### En sélection nationale
- Brésil - 20 ans
  - Coupe sud-américaine des moins de 20 ans
    - Vainqueur : Championnat des moins de 20 ans de la CONMEBOL 2009

  - Coupe du monde - 20 ans
    - Finaliste : 2009